# Kafr ad-Dawwar
Kafr ad-Dawwar (arab. كفر الدوار) – miasto w północnym Egipcie, w muhafazie Al-Buhajra, w Delcie Nilu, na południowy wschód od Aleksandrii.